# Левинас, Микаэль
Микаэль Левинас, также Лёвинас (фр. Michaël Lévinas, Levinas, 18 апреля 1949, Париж) — французский композитор, пианист и музыковед
, сын Эммануэля Левинаса.

## Биография
Закончил Парижскую консерваторию, где его педагогами были Оливье Мессиан и Ивонна Лорио. Стажировался в Группе музыкальных исследований, экспериментировавшей с электроакустикой, занимался на курсах в Дармштадте у Ксенакиса, Штокхаузена, Лигети. В 1974 стал одним из основателей музыкального ансамбля Маршрут (Тристан Мюрай, Жерар Гризе и др.), которому покровительствовал Мессиан и члены которого разрабатывали принципы спектральной музыки.

## Избранные сочинения
- Arsis et Thésis, для флейты бас (1971)
- Клов и Хамм/ Clov et Hamm, для тромбона, тубы, ударных и магнитофона, по Беккету (1973)
- Appels, для 11 исполнителей (1974)
- Froissements d’ailes, для поперечной флейты (1975)
- Ouverture pour une fête étrange, для двух оркестров и электроакустики (1979)
- Concerto pour piano espace, № 2 (1980)
- Les rires de Gilles, для 5 исполнителей и магнитофона (1981)
- Беседа птиц/ La conférence des oiseaux, музыкальный спектакль по поэме Аттара (1985)
- Треснувший колокол/ La cloche fêlée, для оркестра и магнитофона, по стихотворению Бодлера (1988)
- Voûtes, для 6 ударных (1988)
- Préfixes, для 17 исполнителей и электроакустики (1991)
- Rebonds, для секстета и электроакустики (1993)
- Go-gol, опера в двух актах по рассказам Гоголя (1996)
- Негры/ Les nègres, опера в трех актах по произведениям Жене (2003)
- Превращение/ La Métamorphose, опера по новелле Кафки (2011)

## Исполнительская деятельность
Глубокий пианист, исполнял сочинения Баха, Моцарта, Бетховена, Шумана, Шуберта, Брамса, Форе, Скрябина, Дебюсси, Мессиана, Лигети, Штокхаузена, Булеза и др.

## Педагогическая деятельность
С 1992 преподаёт музыкальный анализ в Парижской консерватории.

## Признание
Член Академии изящных искусств (2009).